# Dolmens des Bourines
Les deux dolmens des Bourines sont situés sur la commune de Bertholène, dans le département français de l'Aveyron, en France.

## Description
Le dolmen des Bourines n° 1 est inscrit au titre des monuments historiques en 1995.
Le dolmen des Bourines n° 2 est ruiné.